# کامبیوم

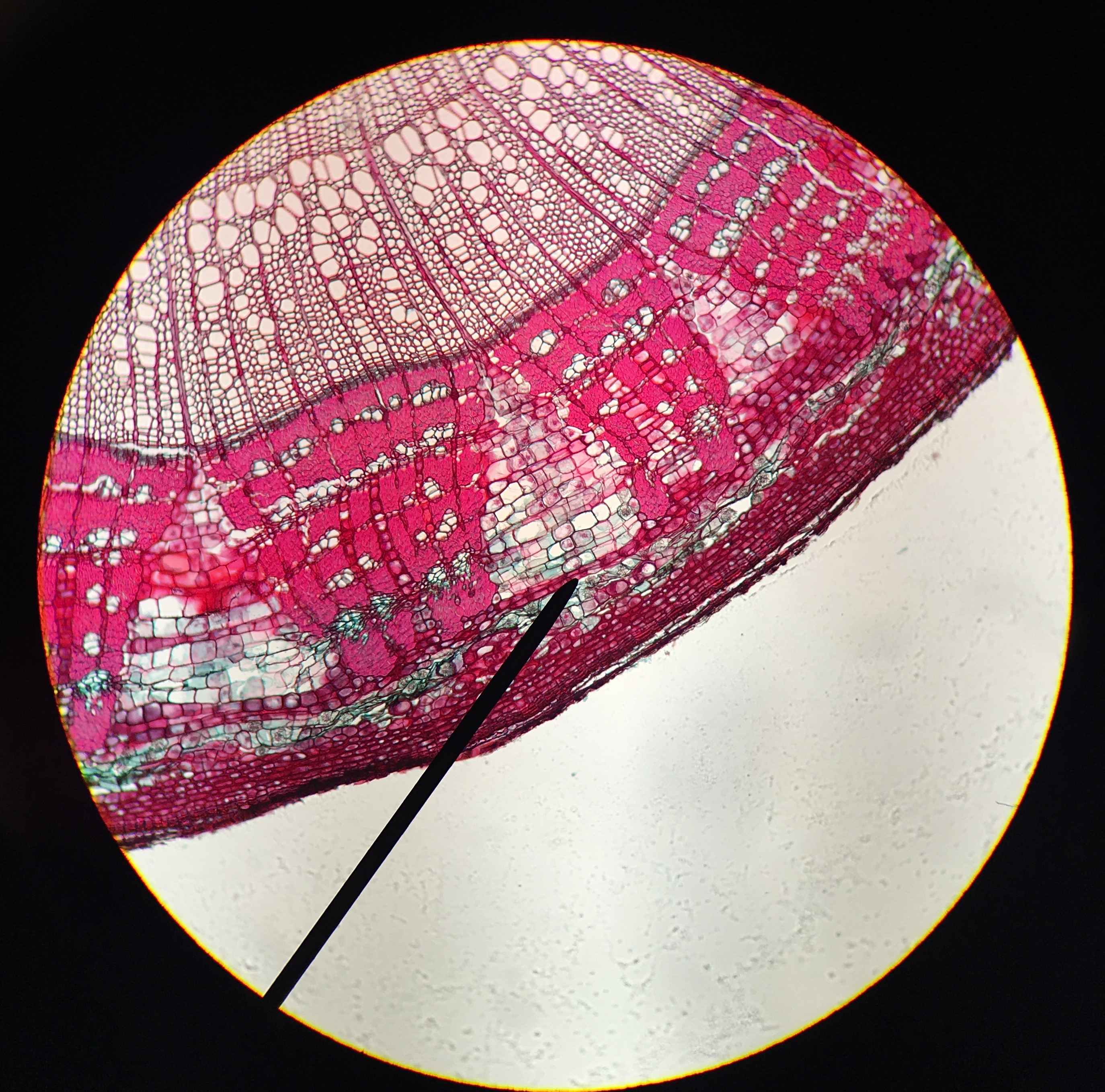
کامبیوم چوب پنبه زیر میکروسکوپ مشاهده شد

کامبیوم، لایه‌ای نازک از بافت زنده است که بین بافت چوبی (xylem) و بافت آبکش (phloem) یک گیاه قرار دارد. کامبیوم همچنین می تواند به عنوان یک بافت گیاهی سلولی تعریف شود که از طریق تقسیم آبکش، آوند چوبی یا چوب پنبه از آن رشد می کند و در نتیجه (در گیاهان چوبی) باعث ضخیم شدن ثانویه می شود. این لایه، به‌طور تاریخی اولین بار توسط رابرت هوک در قرن هفدهم شناسایی شد و نقش حیاتی در رشد عرضی گیاهان دارد.
کامبیوم را میتوان به ۲ نوع اصلی تقسیم نمود:
- کامبیوم آوندساز (Vascular Cambium): یک لایه نازک از بافت زنده که درون ساقه و ریشه گیاه قرار دارد و مسئول تولید چوب جدید به داخل ساقه و ریشه می باشد. همانطور که گیاه رشد می‌کند، سلول‌های جدید بافت چوبی به داخل اضافه می‌شوند که باعث افزایش قطر داخلی ساقه و ریشه می‌شود.
- کامبیوم چوب پنبه‌ساز (Cork Cambium): یک لایه نازک دیگر از بافت زنده در اطراف ساقه و ریشه‌های گیاه قرار که مسئول تولید پوسته گیاه به خارج از ساقه و ریشه می باشد. باعث افزایش قطر ساقه و ریشه می‌شود، اما این افزایش قطر به سمت بیرون است. سلول‌های جدید بافت آوندی به سمت خارجی افزوده می‌شوند و این فرآیند باعث افزایش حجم و ضخامت ساقه و ریشه به طور افقی می‌شود.[۳]

## موارد استفاده
با وجود اینکه کامبیوم بسیاری از گونه های گیاهان چوبی خوراکی هستند،  به دلیل نقش حیاتی آن در هموستاز و رشد گیاهان چوبی، حذف یکباره مقدار زیادی از آن، ممکن است منجر به مرگ گیاه شود. در گذشته از کامبیوم آرد درست کرده و به عنوان خوراکی استفاده می شده است.